# Liberty Records
Liberty Records bylo americké hudební vydavatelství, které založil Simon Waronker v roce 1955. Mezi umělce, kteří s touto společností spolupracovali patří, mimo jiné, i The Aynsley Dunbar Retaliation, Dr. Feelgood, Ray Charles, Captain Beefheart, Canned Heat, Johnny Burnette, Bonzo Dog Doo-Dah Band, Amon Düül II, Ravi Shankar, Kenny Rogers, Hawkwind, The Groundhogs a mnoho dalších.